# Ofioliti

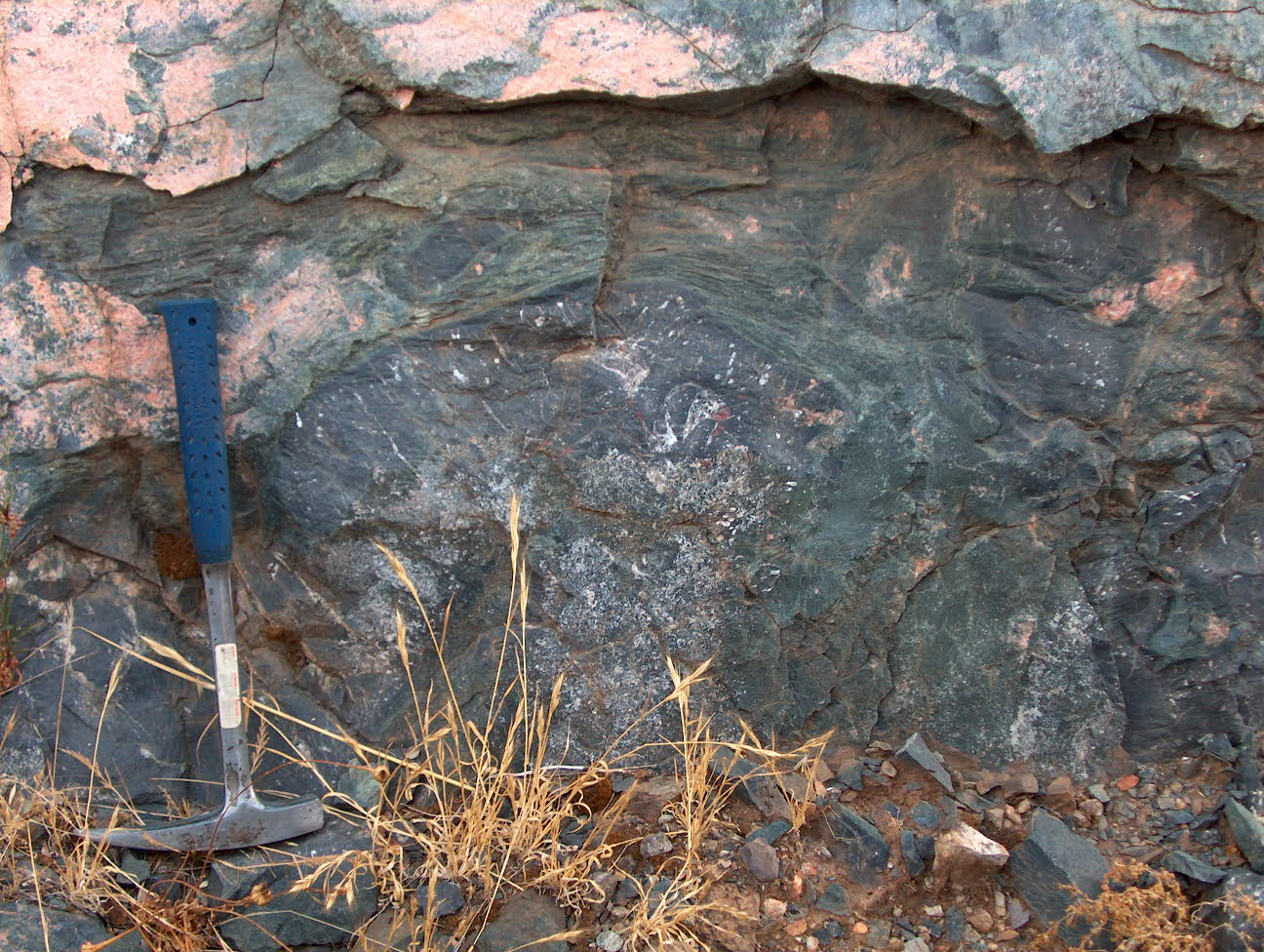
Basalti a cuscino serpentinizzati.

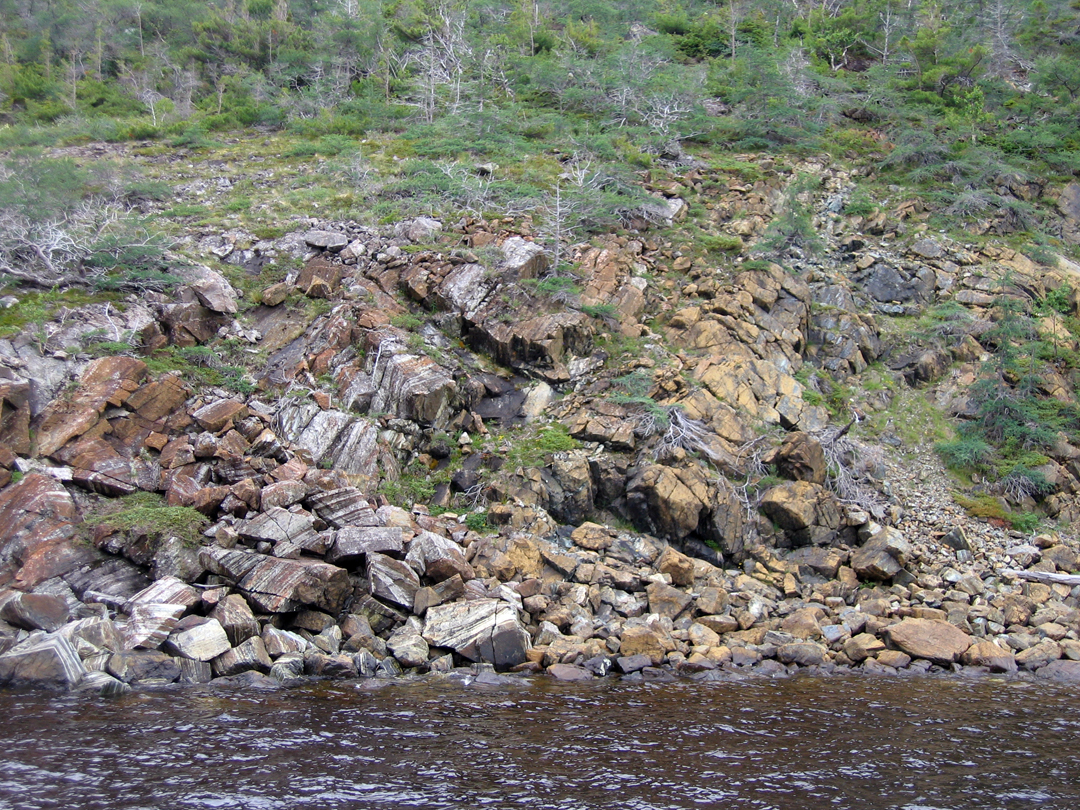
Ofiolite ordoviciana nel Gros Morne National Park, Terranova.

Le Ofioliti sono sezioni di crosta oceanica e del sottostante mantello che sono state sollevate o sovrapposte alla crosta continentale fino ad affiorare.
Il nome ofiolite, dal greco ὄφις= serpente e λίθος = roccia, letteralmente roccia serpente, è dovuto alla loro caratteristica colorazione verdognola, che ricorda la pelle di molti rettili. Le ofioliti sono conosciute nel lessico popolare con il termine di rocce verdi o pietre verdi.
Il termine ofiolite è stato usato per la prima volta da Alexandre Brongniart nel 1813 in riferimento ad un gruppo di rocce verdi (serpentiniti e diabasi) delle Alpi. Successivamente il concetto fu ampliato da G. Steinmann (1907), che alla serpentinite associò basalti a cuscino e selce contenente resti fossili di radiolari, di frequente rilievo nelle Alpi Orientali.
L'interesse per le ofioliti crebbe a partire dai primi anni sessanta con la scoperta che questa sequenza di rocce era simile a quella che si ritrova sui fondali oceanici in espansione. Questa scoperta era legata da un lato all'osservazione delle bande magnetiche, parallele alla dorsale medio-atlantica, con polarità inversa fra loro, nelle rocce del fondo oceanico, interpretata nel 1963 come la prova dell'espansione del fondo oceanico; e dall'altro all'osservazione di un complesso di filoni stratificati all'interno delle ofioliti di Troodos (Cipro), che doveva essere stato generato dall'intrusione di nuovo magma, dato che non rimanevano tracce di rocce di contenimento più vecchie.
Nel 1971 Moores e Vine conclusero che il complesso di Troodos poteva essere stato formato solo da un processo di espansione del fondo oceanico come proposto nel 1963. Così è stata universalmente accettata l'interpretazione che le ofioliti siano parti di crosta oceanica tettonicamente portate in superficie.
La grande importanza geologica delle ofioliti risiede nel testimoniare, all'interno delle grandi catene montuose come le Alpi e l'Himalaya, la presenza di resti obdotti di un bacino oceanico preesistente consumato dal fenomeno della subduzione. Questa evidenza è uno dei pilastri della tettonica a zolle e le ofioliti hanno quindi un ruolo centrale nella conferma di tale teoria.

## Stratigrafia e definizione

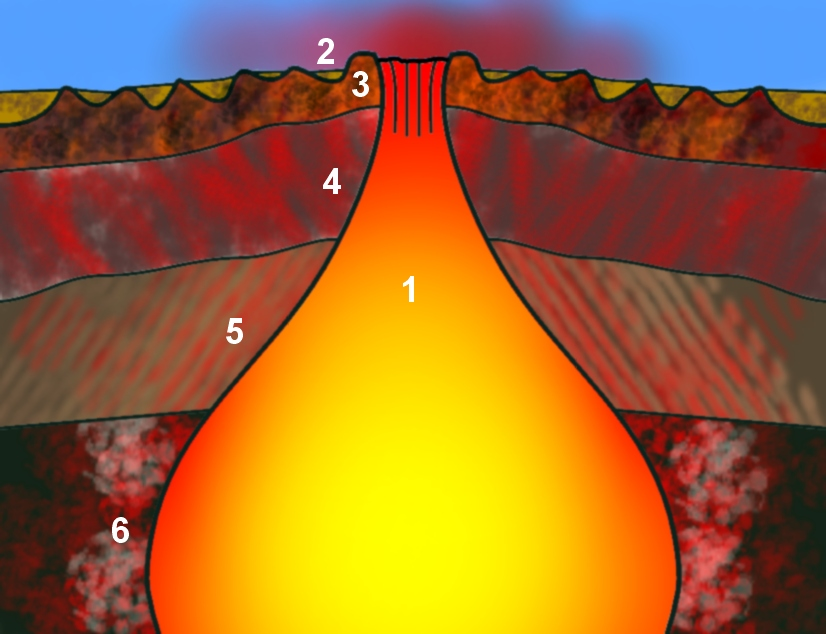
Struttura semplificata di un complesso ofiolitico:
1. Camera magmatica assiale
2. Sedimenti
3. Basalti a cuscino
4. Dicchi basaltici foliati
5. Gabbro stratificato
6. Cumuliti di Dunite/peridotite

La sequenza stratigrafica che si osserva nelle ofioliti corrisponde alla sequenza di formazione della litosfera nelle dorsali medio-oceaniche:
- Sedimenti: Argilliti (Argille nere) e selci depositatesi sul fondo oceanico.
- Sequenza effusiva: Basalti a cuscino che mostrano la superficie di contatto tra il magma e l'acqua di mare.
- Filoni stratificati: filoni colonnari che alimentano superiormente i basalti a cuscino.
- Rocce intrusive superficiali: Gabbro isotropico, che indica la presenza di una camera magmatica dove avviene il frazionamento del magma.
- Peridotite massiva: Strati ricchi in dunite che sono esterni alla camera magmatica.
- Peridotite tettonizzata: roccia del mantello ricca in Harzburgite-Lherzolite.

Una conferenza internazionale sulle ofioliti nel 1972 ridefinì il termine ofiolite come particolare associazione di rocce femiche e ultrafemiche associate a rocce sedimentarie, intrusive ed effusive ricche in sodio, aventi masse podiformi ricche in cromiti. Questa definizione è stata contestata recentemente dai nuovi studi dell'Integrated Ocean Drilling Program e da altre campagne di perforazione oceanica che hanno mostrato come l'attuale crosta oceanica può essere molto variabile e che le rocce effusive sono in posto direttamente sulle peridotiti tettonizzate, senza i gabbri intermedi. Molte ofioliti hanno simili variazioni nella loro stratigrafia, alcune primarie, altre dovute a successivi movimenti tettonici.

## Ricerche
I ricercatori sono riusciti a perforare solo 1,5 km dei 6–7 km di spessore della crosta oceanica, quindi le conoscenze sugli strati più profondi derivano dalla comparazione degli studi geosismici con le strutture ofiolitiche affioranti. La crosta oceanica ha una struttura geosismica compatibile con la sequenza stratigrafica sopra descritta. Nel dettaglio ci sono delle difficoltà con molte ofioliti che presentano uno strato di rocce effusive più sottile rispetto a quello rilevato per la crosta oceanica. Un altro problema della relazione fra ofioliti e crosta oceanica è lo spesso strato di gabbri delle ofioliti che richiede la presenza di grandi camere magmatiche al di sotto delle dorsali oceaniche. Le rilevazioni sismiche hanno evidenziato la presenza di poche camere magmatiche sotto le dorsali e comunque molto sottili. Poche perforazioni profonde hanno intercettato il livello di gabbro nella crosta oceanica, ed esso non risulta stratificato come nelle ofioliti.
La circolazione di fluidi idrotermali attraverso la crosta oceanica neoformata causa la serpentinizzazione, cioè l'alterazione delle peridotiti e l'alterazione dei minerali costituenti i gabbri e i basalti verso organizzazioni mineralogiche di temperatura più bassa. Per esempio, plagioclasi, pirosseni e olivine nei filoni colonnari e nelle parti effusive si alterano rispettivamente in albite, clorite e serpentino. Spesso filoni ricchi di zolfo-ferro si trovano sopra rocce molto alterate di epidoto e quarziti, che sono la prova della presenza di attività idrotermale che continuava ad operare sulla crosta oceanica che si allontanava progressivamente dalla dorsale.
Nonostante sia ragionevole credere che le ofioliti siano comunque composte da crosta oceanica e parti del mantello, alcuni problemi si evidenziano ad un esame più ravvicinato. Differenze di composizione che riguardano i contenuti di silice (SiO2) e di biossido di titanio (TiO2), per esempio, pongono i basalti delle ofioliti nel campo delle rocce delle zone di subduzione (~55% silice, <1% TiO2), mentre i basalti di dorsale medio-oceanica hanno tipicamente ~50% silice e 1,5-2,5% TiO2. Queste differenze di chimismo si estendono anche agli elementi in tracce (elementi presenti in concentrazioni inferiori a 1000 ppm). In particolare, gli elementi in tracce associati a zone di subduzione vulcaniche (arco insulare) si riscontrano in alte concentrazioni nelle ofioliti, mentre gli elementi in tracce che si trovano in alte concentrazioni nei basalti delle dorsali medio-oceaniche e sono scarsi nelle zone vulcaniche di subduzione, sono scarsi anche nelle ofioliti.
Una situazione di avantiarco per la maggior parte delle ofioliti risolve anche il problema di come possa essere stata trasportata della crosta oceanica sopra la crosta continentale. Si ipotizza che la crosta continentale che viene portata dalla sottostante zolla tettonica dentro una zona di subduzione si scontri con la zolla obducente, provocando la fine della subduzione, con conseguente sollevamento della parte di crosta continentale subdotta (la crosta continentale ha una densità nettamente inferiore a quella della crosta oceanica e del mantello) che trasporta su di sé parti della crosta oceanica – le ofioliti.
Ofioliti con una composizione compatibile ai basalti tipici dei punti caldi (hot spot) o delle dorsali medio-oceaniche sono rari, e sono generalmente molto sparpagliati all'interno dei cunei d'accrezione createsi nelle zone di subduzione.

## Gruppi ofiolitici e serie ofiolitiche
La maggioranza delle serie ofiolitiche può essere divisa in due gruppi: Tetidiani e Cordilleriani. Le ofioliti tetidiane sono caratteristiche del Mediterraneo Orientale - ad esempio, Troodos a Cipro e Semail in Oman - e consistono in serie relativamente complete di rocce che corrispondono alla successione classica delle ofioliti e sono state messe in posto su un margine continentale quasi intatto (Tetide è il nome dato al mare che separava l'Europa dall'Africa). Le ofioliti cordilleriane sono tipicamente quelle che si rinvengono sulle catene montuose dell'America nord-occidentale (la Cordigliera). Queste ofioliti giacciono su cunei di accrezione (complessi di subduzione) e non sono associate a margini continentali passivi. In queste sono incluse le ofioliti della California del Coast Range, le ofioliti delle montagne Klamath (California, Oregon) e le ofioliti della parte sud delle Ande. Nonostante le differenze di messa in posto, entrambi i tipi di ofiolite sono esclusivamente di origine SSZ (Supra-Subduction Zone).
L'età delle ofioliti è spesso sorprendentemente vicina all'epoca del loro posizionamento sulla crosta continentale. Le ofioliti sono presenti in tutte le principali catene montuose mondiali, sia collisionali (come l'Himalaya) che non (come le Ande). Il chimismo delle ofioliti - correlato alle zone di subduzione - e la loro associazione con le catene montuose suggeriscono che la loro formazione e messa in posto siano correlate alla chiusura dei bacini oceanici e alla collisione fra zolle (fase finale del ciclo di Wilson) piuttosto che all'apertura degli oceani e alla conseguente espansione del fondo oceanico, come inizialmente si riteneva.
Inoltre, la presenza delle ofioliti lungo la storia della Terra non è costante, ma, piuttosto, esse si sono formate e messe in posto a determinati intervalli. Questi periodi di tempo ben corrispondono alle fasi di separazione e deriva dei supercontinenti, non perché si formino presso le dorsali che separano i continenti, ma perché il grande oceano che coesisteva ai supercontinenti doveva subire la subduzione lungo nuove zone di subduzione al procedere dell'espansione oceanica.

## Amianto
L'85% dell'amianto prodotto nel mondo è stato estratto dai termini ultrabasici peridotitici e serpentinosi delle rocce ofiolitiche, ricchi in crisotilo. Le rocce amiantifere si rinvengono nelle ofioliti tettonizzate: lungo le fratture, le zone di faglia e i contatti con le strutture intrusive. Grandi giacimenti di crisotilo si localizzano nelle ofioliti del Canada orientale, negli Urali, in California, nel Nord-ovest dell’Italia (Alpi Piemontesi spec. Val di Susa), nell'Appennino Emiliano - Romagnolo,precisamente al confine con l'Oltrepo Pavese, in Toscana, nella Grecia settentrionale e a Cipro.
Si è riscontrata un'alta incidenza di mesotelioma fra la popolazione residente nei villaggi vicini a cave che sfruttavano affioramenti ofiolitici in Grecia, Turchia, Cipro, Corsica e Nuova Caledonia: gli abitanti erano esposti all'amianto estratto utilizzato anche per la preparazione e successivo uso dell'intonaco prodotto con amianto tremolitico sulle pareti degli edifici del villaggio.
Non risultano in Italia danni da esposizione all'amianto nelle popolazioni residenti nelle aree dove sono presenti affioramenti ofiolitici, anche se i lavoratori all'attività di escavazione (estrazione, trasporto e frantumazione) risultano esposti a valori inferiori al limite di legge ma superiori al livello di azione definito dal D.Lgs. 277/91. L'estrema variabilità della composizione petrografica degli affioramenti ofiolitici e le diverse modalità di distribuzione del minerale entro la roccia richiedono una valutazione luogo per luogo dell'eventuale rischio amianto.

## Esempi
Affioramenti ofiolitici nel mondo:
- Jormua Ofioliti in Finlandia.
- Troodos Ofioliti nelle montagne di Troodos a Cipro.
- Vourinos and Pindos Ofioliti nel Nord della Grecia.
- Semail Ofioliti in Oman e negli Emirati Arabi Uniti.
- Betts Cove, St. Anthony, Little Port, Advocate, Gander River, Pipestone Pond, Great Bend e Annieopsquotch Ofioliti nell'isola di Terranova in Canada.
- Le ofioliti della Bay of Islands in Gros Morne National Park, isola di Terranova, definite dall'UNESCO Patrimonio dell'Umanità nel 1987 per la loro perfetta e completa stratificazione ofiolitica.
- The Lizard in Cornovaglia, Inghilterra.
- Coast Range, Smartville, e le Klamath Mountains della California.
- Le ofioliti di Papua in Papua Nuova Guinea.
- Le sequenze ofiolitiche del Giappone: Yakuno, Horokanai e Poroshiri.
- Il complesso ofiolitico di Ballantrae, nel Girvan-Ballantrae, a SO di Ayrshire, Scozia.
- Le ofioliti presenti nell'Italia Nord-occidentale (Alpi Cozie - Cesana Torinese, Gruppo di Voltri, Complesso Ultrabasico di Lanzo)
- L'ofiolite sull’Appenino Tosco-Emiliano in Italia, a breve distanza dal centro abitato di Bruscoli, nel comune di Firenzuola. Alla sommità dell’ofiolite è stata posta una statua raffigurante la Madonna di Lourdes. Ancora sull'Appennino Tosco-Emiliano, ne è esempio notevole il Monte Prinzera, Riserva Naturale SIC, ben visibile lungo la strada del Passo della Cisa.